# Ceratogyrus darlingi
Ceratogyrus darlingi es una especie de tarántula del género Ceratogyrus, de la familia Theraphosidae, orden Araneae. Fue descrita por Pocock en 1897.
Se distribuye por África del Sur. Fue publicada en On the spiders of the suborder Mygalomorphae from the Ethiopian Region, contained in the collection of the British Museum. Proceedings of the Zoological Society of London 65(3): 724-774, Pl. 46-, 48.